# Liste des thèmes des caractéristiques de surface des corps célestes
 (août 2019).

Différents thèmes ont été établis pour nommer les caractéristiques de surface des différents corps célestes.

## Planètes et leurs satellites

### Mercure
| Type      | Thème |
| --------- | --- |
| Catenae   | Installation de radiotélescope |
| Cratères  | Artistes, musiciens, peintres et auteurs décédés qui ont réalisé des contributions extraordinaires ou fondamentales dans leur domaine et ont été reconnus comme des figures historiquement significatives depuis plus de 50 ans |
| Dorsa     | Scientifiques décédés qui ont contribué à l'étude de Mercure |
| Faculae   | Mot pour « serpent » dans différentes langues |
| Fossae    | Travaux d'architecture significatifs |
| Montes    | Mot pour « chaud » dans différentes langues |
| Planitiae | Noms pour Mercure (la planète ou le dieu) dans différentes langues |
| Rupēs     | Navires de découverte ou d'expéditions scientifiques |
| Valles    | Villes (ou lieux-dits) abandonnées de l'Antiquité |

### Système martien

#### Déimos
| Type | Thème                                                     |
| ---- | --------------------------------------------------------- |
| Tous | Auteurs décédés qui ont écrit sur les satellites martiens |

#### Phobos
| Type | Thème |
| ---- | --- |
| Tous | Scientifiques décédés ayant participé à la découverte, [l'étude de] la dynamique ou des propriétés satellites martiens et personnes et lieux des Voyages de Gulliver de Jonathan Swift |

### Système uranien(satellites naturels d'Uranus)

#### Uranus XV Puck
| Type | Thème                                    |
| ---- | ---------------------------------------- |
| Tous | Esprits malicieux (comme Puck) (classes) |

#### Uranus V Miranda
| Type | Thème                                      |
| ---- | ------------------------------------------ |
| Tous | Personnage, lieux de pièces de Shakespeare |

#### Uranus I Ariel
| Type | Thème                                     |
| ---- | ----------------------------------------- |
| Tous | Esprits lumineux (individuels et classes) |

#### Uranus II Umbriel
| Type | Thème                         |
| ---- | ----------------------------- |
| Tous | Esprits sombres (individuels) |

#### Uranus III Titania
| Type | Thème                                        |
| ---- | -------------------------------------------- |
| Tous | Personnages et lieux féminins de Shakespeare |

#### Uranus IV Obéron
| Type | Thème                                   |
| ---- | --------------------------------------- |
| Tous | Héros et lieux tragiques de Shakespeare |

#### Petits satellites
| Type | Thème                           |
| ---- | ------------------------------- |
| Tous | Héroïnes de Shakespeare et Pope |

### Système neptunien(satellites naturels de Neptune)

#### Neptune VIII Protée
| Type | Thème                                                             |
| ---- | ----------------------------------------------------------------- |
| Tous | Esprits, dieux, déesses liés à l'eau (sauf noms grecs et romains) |

#### Neptune I Triton
| Type | Thème |
| ---- | --- |
| Tous | Noms aquatiques, sauf noms romains et grecs. Les catégories possibles incluent les esprits aquatiques du monde, des fontaines terrestres ou lieux de fontaines, des caractéristiques aquatiques terrestres, des geysers terrestres ou lieux de geysers, des îles terrestres. |

#### Neptune II Néréide
| Type | Thème                   |
| ---- | ----------------------- |
| Tous | Néréides individuelles. |

#### Petits satellites
| Type | Thème |
| ---- | --- |
| Tous | Dieux et déesses associés à la mythologie de Neptune/Poséidon et êtres aquatiques mythologiques génériques |

## Planètes naines, petits corps et leur satellites

### (1) Cérès
| Type     | Thème                                                                          |
| -------- | ------------------------------------------------------------------------------ |
| Cratères | Dieux et déesses de l'agriculture et de la végétation des mythologies du monde |
| Autres   | Noms de festivals agricoles du monde                                           |

### (4) Vesta
| Type     | Thème |
| -------- | --- |
| Cratères | Noms historiquement associés à la déesse romaine Vesta (vierges vestales, personnes associées aux vierges vestales) et femmes romaines célèbres. Les noms approuvés ne le sont pour commémorer des individus, mais surtout pour nommer des caractéristiques de surface. |
| Regiones | Découvreur de Vesta et scientifiques qui ont contribué à l'exploration et à l'étude de Vesta |
| Autres   | Lieux et festivals associés aux vierges vestales |

### (21) Lutèce
| Type     | Thème |
| -------- | --- |
| Cratères | Villes de l'Empire romain et de parties adjacentes d'Europe à l'époque de Lutèce (52 av. J.-C. - 360 apr. J.-C.) |
| Regiones | Découvreur de Lutèce et provinces de l'Empire romain à l'époque de Lutèce                                        |
| Autres   | Rivières de l'Empire romain et de parties adjacentes d'Europe à l'époque de Lutèce                               |

### Système idéen

#### (243) Ida
| Type     | Thème                                            |
| -------- | ------------------------------------------------ |
| Cratères | Cavernes et grottes du monde                     |
| Dorsa    | Participants au projet Galileo                   |
| Regiones | Découvreur d'Ida et lieux associés au découvreur |

#### (243) IdaIDactyle
| Type     | Thème           |
| -------- | --------------- |
| Cratères | Dactyles idéens |

### (253) Mathilde
| Type    | Thème                               |
| ------- | ----------------------------------- |
| Cratère | Coal fields and basins of the world |

### (433) Éros
| Type     | Thème                                                               |
| -------- | ------------------------------------------------------------------- |
| Cratères | Noms mythologiques et légendaires de nature érotique                |
| Regiones | Découvreurs d'Éros                                                  |
| Dorsa    | Scientifiques qui ont contribué à l'exploration et à l'étude d'Éros |

### (951) Gaspra
| Type     | Thème                                                               |
| -------- | ------------------------------------------------------------------- |
| Cratères | Spas du monde                                                       |
| Regiones | Découvreur de Gaspra et participants au projet Galileo              |
| Dorsa    | Scientifiques qui ont contribué à l'exploration et à l'étude d'Éros |

### (2867) Šteins
| Type     | Thème                                           |
| -------- | ----------------------------------------------- |
| Cratères | Gemmes                                          |
| Régions  | Découvreur de (2867) Šteins (Nikolaï Tchernykh) |
| Autres   | Lieux associés aux gemmes                       |

### (25143) Itokawa
| Type | Thème                                                                      |
| ---- | -------------------------------------------------------------------------- |
| Tous | Lieux et caractéristiques associées à l'astronautique et à la planétologie |

### (101955) Bénou[2]
| Type | Thème                                             |
| ---- | ------------------------------------------------- |
| Tous | Oiseaux et créatures similaire dans la mythologie |

### Système plutonien

#### (134340) Pluton
| Type                                  | Thème |
| ------------------------------------- | --- |
| Faculae, maculae et sulci             | Dieux, déesses et autres êtres associés à l'outre-monde dans la mythologie, le folklore et la littérature        |
| Cavi, dorsa, lacūs et paterae         | Noms pour l'outre-monde et des habitants de l'outre-monde dans la mythologie, le folklore et la littérature      |
| Fluctūs, fossae et valles             | Héros et autres explorateurs de l'outre-monde                                                                    |
| Cratères et regiones                  | Scientifiques et ingénieurs associés à Pluton et la ceinture de Kuiper                                           |
| Colles, lineae, planitiae, and terrae | Missions spatiales et sondes pionnières                                                                          |
| Montes, paludes, rupēs                | Pionniers historiques qui ont traversé de nouveaux horizons dans l'exploration de la Terre, de la mer et du ciel |

#### (134340) Pluton I Charon
| Type                       | Thème                                                                                       |
| -------------------------- | ------------------------------------------------------------------------------------------- |
| Maculae, plana, and terrae | Destinations and milestones of fictional space and other exploration                        |
| Chasmata                   | Fictional and mythological vessels of space and other exploration                           |
| Cratères                   | Fictional and mythological voyagers, travelers and explorers                                |
| Montes                     | Authors and artists associated with space exploration, especially Pluto and the Kuiper Belt |

#### (134340) Pluton V Styx
| Type | Thème              |
| ---- | ------------------ |
| Tous | Dieux des rivières |

#### (134340) Pluton II Nix
| Type | Thème                |
| ---- | -------------------- |
| Tous | Divinités de la nuit |

#### (134340) Pluton IV Kerbéros
| Type | Thème                                                       |
| ---- | ----------------------------------------------------------- |
| Tous | Chiens de la littérature, de la mythologie ou de l'histoire |

#### (134340) Pluton III Hydre
| Type | Thème                           |
| ---- | ------------------------------- |
| Tous | Serpents et dragons légendaires |

### (162173) Ryugu
| Type | Thème                                                 |
| ---- | ----------------------------------------------------- |
| Tous | Noms des histoires et des contes de fées pour enfants |